# Haselhof (Bindlach)
Haselhof ist ein Gemeindeteil in der Gemeinde Bindlach im Landkreis Bayreuth (Oberfranken, Bayern). Haselhof liegt in der Gemarkung Euben.

## Geografie
Das Dorf besteht aus zwei Siedlungen. Die aus elf Wohngebäuden bestehende Siedlung (Stand 2022) liegt an der bewaldeten Anhöhe Haselleite (421 m ü. NHN, 0,2 km nördlich). Durch sie führt die Kreisstraße BT 14 nach Theta (1,2 km südwestlich) bzw. nach Hauenreuth (1 km nordöstlich). Eine Gemeindeverbindungsstraße führt nach Heisenstein (0,6 km südöstlich). Die aus zwei Wohngebäuden bestehende Siedlung liegt 0,4 km südöstlich am Bremermühlbach, einem linken Zufluss der Trebgast. Ein Anliegerweg führt zur BT 14.

## Geschichte
Haselhof bildete mit Buchhof, Dörflas und Heisenstein eine Realgemeinde. Gegen Ende des 18. Jahrhunderts bestand Haselhof aus 7 Anwesen. Die Hochgerichtsbarkeit stand dem bayreuthischen Stadtvogteiamt Bayreuth zu. Die Dorf- und Gemeindeherrschaft hatte das Hofkastenamt Bayreuth. Grundherren waren die Verwaltung Ramsenthal (2 Höfe, 2 Viertelhöfe, 1 Söldengut), das Stiftskastenamt Himmelkron (1 Halbhof) und der Langheimer Amtshof (1 Gut).
Von 1797 bis 1810 unterstand der Ort dem Justiz- und Kammeramt Bayreuth. Mit dem Gemeindeedikt wurde Haselhof dem 1812 gebildeten Steuerdistrikt Ramsenthal zugewiesen. Zugleich entstand die Ruralgemeinde Haselhof, zu der Dörflas, Heisenstein und Pferch gehörten. Sie war in Verwaltung und Gerichtsbarkeit dem Landgericht Bayreuth zugeordnet und in der Finanzverwaltung dem Rentamt Bayreuth. Mit dem Gemeindeedikt von 1818 erfolgte die Eingemeindung nach Euben. Am 1. Januar 1978 wurde Haselhof im Zuge der Gebietsreform in Bayern nach Bindlach eingegliedert.

### Baudenkmäler
- Haus Nr. 2: Wohnstallhaus[8]

### Einwohnerentwicklung
| Jahr      | 001819 | 001822 | 001861 | 001871 | 001885 | 001900 | 001925 | 001950 | 001961 | 001970 | 001987 |
| Einwohner | 30     | 48     | 58     | 74     | 64     | 57     | 47     | 58     | 53     | 45     | 37     |
| Häuser    |        | 8      |        |        | 9      | 9      | 9      | 9      | 9      |        | 10     |
| Quelle    | [ 10 ] | [ 6 ]  | [ 11 ] | [ 12 ] | [ 13 ] | [ 14 ] | [ 15 ] | [ 16 ] | [ 17 ] | [ 18 ] | [ 1 ]  |

## Religion
Haselhof ist seit der Reformation evangelisch-lutherisch geprägt und nach St. Bartholomäus (Bindlach) gepfarrt.